# Chevron

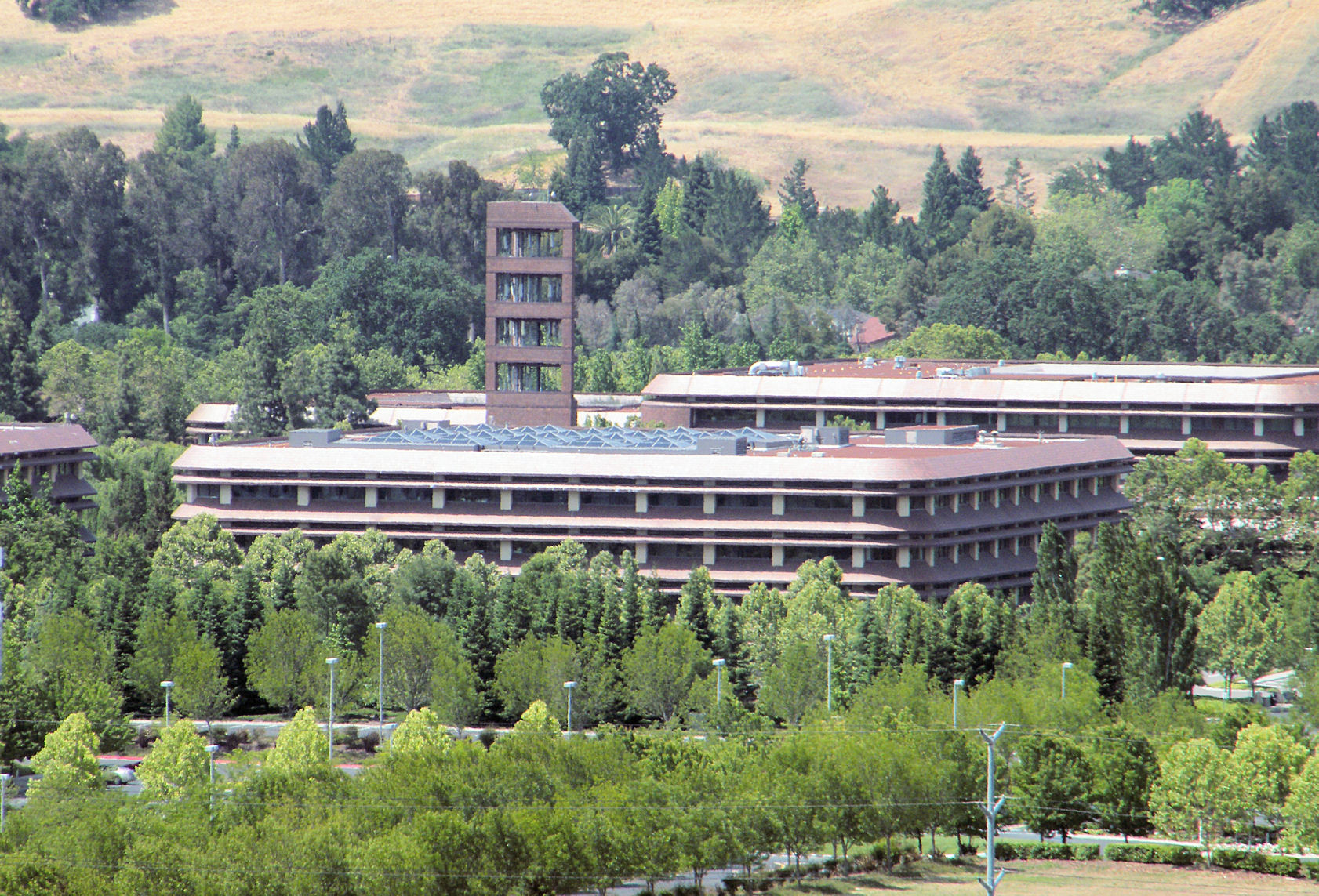
Pohled na část sídla firmy v Kalifornii

Chevron Corporation je nadnárodní společnost v oboru energetiky sídlící v San Ramonu v Kalifornii v USA. Společnost podniká ve více než 180 státech světa ve všech oblastech spjatých s ropou, zemním plynem a geotermální energií. Zabývá se vyhledáváním ložisek, těžbou, zpracováním, přepravou i prodejem. Dlouhodobě se jedná o jednu z největších amerických i světových firem podle tržeb dle žebříčků Fortune 500 a Fortune Global 500. Společnost měla celosvětově v roce 2010 asi 62 tisíc zaměstnanců.
Společnost vznikla v roce 1911 jako jeden ze 32 nástupců Standard Oil pod názvem Standard Oil of California. V roce 1984 společnost pohltila Gulf Oil Corporation a změnila název na Chevron Corporation. V roce 2001 pak pohltila společnost Texaco a změnila název na ChevronTexaco, v roce 2005 se vrátila k předchozímu názvu Chevron Corporation.
Akcie společnosti jsou obchodovány na New York Stock Exchange. Největším akcionářem je s 6,08 % podílem investiční společnost BlackRock, podíl žádného dalšího akcionáře nepřesahuje 5 %.
Podle výzkumu Climate Accountability Institute je Chevron společnost s druhým největším příspěvkem znečištění oxidem uhličitým na světě (43,35 mld. tun CO2 vypuštěného do atmosféry od roku 1965).